# Бонгардия
Бонгардия (лат. Bongardia) — олиготипный род многолетних травянистых растений семейства Барбарисовые (Berberidaceae).
Род назван в честь Густава Петровича Бонгарда (Августа Густава Генриха фон Бонгарда) (1786—1839), немецкого ботаника на русской службе, профессора ботаники Императорского Санкт-Петербургского университета.

## Ботаническое описание
Многолетние травянистые растения с клубневидно-утолщенным корневищем.
Листья все прикорневые, перисто-рассечённые, доли супротивные или мутовчатые.
Цветки собраны в метельчатые, безлистные сильно ветвистые соцветия, ветки которых расположены почти дихотомически. Чашелистиков 3—б, лепестковидных с неясным циклическим расположением; тычинок 6, свободных; пыльники без заострения на верхушке, раскрывающиеся кверху двумя створками. Пестик 1; рыльце складчато-расширенное; семяпочки немногочисленные, в числе 4—8, от основания прямые.
Коробочка пузыровидно-вздутая, перепончатая. Семена мелкие, почти шаровидные, при основании вдавленные. Зародыш маленький, корешок под основанием белка прикрыт складкой эндоплевры.

## Классификация

### Виды
По данным сайта The Plant List, род включает в себя два вида:
- Bongardia chrysogonum (L.) Boiss. — Бонгардия золотистая
- Bongardia margalla

### Таксономия
Род Бонгардия входит в трибу Барбарисовые (Berberideae) подсемейства Барбарисовые (Berberidoideae) семейства Барбарисовые (Berberidaceae) порядка Лютикоцветные (Ranunculales).
|  |                       |  |                                          |                                          |                           |  | ещё 1 подсемейство (согласно Системе APG II) | ещё 1 подсемейство (согласно Системе APG II) |                                       |  |                      |  | ещё 11—14 родов | ещё 11—14 родов |  |
|  |                       |  |                                          |                                          |                           |  | ещё 1 подсемейство (согласно Системе APG II) | ещё 1 подсемейство (согласно Системе APG II) |                                       |  |                      |  | ещё 11—14 родов | ещё 11—14 родов |  |
|  |                       |  |                                          | семейство Барбарисовые                   |                           |  |                                              |                                              | триба Барбарисовые                    |  |                      |  |                 |                 |  |
|  |                       |  |                                          | семейство Барбарисовые                   |                           |  |                                              |                                              | триба Барбарисовые                    |  | от одного до 5 видов |  |                 |                 |  |
|  | порядок Лютикоцветные |  |                                          |                                          | подсемейство Барбарисовые |  |                                              |                                              | род Бонгардия                         |  |                      |  |                 |                 |  |
|  | порядок Лютикоцветные |  |                                          |                                          |                           |  |                                              |                                              |                                       |  |                      |  |                 |                 |  |
|  |                       |  | ещё 9 семейств (согласно Системе APG II) | ещё 9 семейств (согласно Системе APG II) |                           |  |                                              | ещё 1 триба (согласно Системе APG II)        | ещё 1 триба (согласно Системе APG II) |  |                      |  |                 |                 |  |
|  |                       |  |                                          | ещё 9 семейств (согласно Системе APG II) |                           |  |                                              |                                              | ещё 1 триба (согласно Системе APG II) |  |                      |  |                 |                 |  |